# Nederlandse Publieke Omroep
Der Nederlandse Publieke Omroep (NPO) ist der öffentlich-rechtliche Rundfunk in den Niederlanden mit Sitz in Hilversum. Veranstalter ist die Stiftung (Stichting) NPO. Er betreibt die Fernsehsender NPO 1, NPO 2, NPO 3, die Hörfunksender NPO Radio 1, NPO Radio 2, NPO 3FM, NPO Klassiek, NPO Radio 5, FunX sowie den Auslandsfernsehsender BVN.

## Geschichte

### Die ersten 85 Jahre (1923–2008)
Vorläufer des öffentlichen Rundfunks in den Niederlanden waren die Sendungen des Ingenieurs Hanso Idzerda über die Station PCGG aus Den Haag (1919–24), Radio Bloemendaal (ab 1924) sowie die Sendungen des Radiogeräte-Herstellers Nederlandsche Seintoestellen Fabriek (NSF) aus Hilversum (ab 1923), bald in Zusammenarbeit mit dem Hilversumsche Draadlooze Omroep (HDO). HDO wird 1926 zu einer Stiftung, aus der 1927 die Allgemeine Radio-Vereinigung AVRO hervorgeht. Sie teilt sich die Sendezeit mit den übrigen Radio-Vereinigungen, insbesondere der protestantischen NCRV (gegründet 1924), dem katholischen KRO (1925) und der die Arbeiterschaft repräsentierenden VARA (1925). 1927 bekommen die konfessionellen Vereinigungen NCRV und KRO ihren eigenen Sender in Huizen; AVRO und VARA teilen sich die Sendezeit auf dem Sender Hilversum. Der Sendezeitbeschluss von 1930 sieht für jede der vier großen Vereinigungen einen Zeitanteil von 20 % vor. 1935 übernimmt die Nozema den Betrieb der Sendeanlagen (ab 1937 betreibt sie einen eigenen Versuchssender in der Gemeinde Jaarsveld, die später zu Lopik gehört). Ebenfalls 1935 ersetzt der Langwellensender Radio Kootwijk den Sender Huizen; Kootwijk wird in der Folge meist als „Hilversum I“ bezeichnet, während Hilversum (meist „Hilversum II“ genannt) auf der Mittelwelle sendet. Daneben gibt es die beiden Kurzwellensender PCJJ (ab 1927 Fremdsprachendienst aus Hilversum, ab 1937 als PCJ aus Huizen) und PHOHI (ab 1929 in Niederländisch für Niederländisch-Indien aus Huizen).
Beim deutschen Überfall auf die Niederlande zerstören die zurückweichenden niederländischen Truppen 1940 den MW-Sender Hilversum und die Kurzwellenanlage in Huizen; die Studios in Hilversum und der LW-Sender Kootwijk bleiben intakt. Die niederländischen Programme stehen nun unter Aufsicht einer so genannten deutschen Rundfunkbetreuungsstelle (RBS), ab 1941 neu organisiert als Nederlandsche Omroep (NO, deutsch: Niederländische Rundfunkgesellschaft). Hierzu gehört der Sender Jaarsveld (nun „Hilversum I“ auf 722 kHz = 415,5 m) und einer der beiden seit 1938 im Bau befindlichen und nun fertiggestellten neuen Sender Lopik („Hilversum II“ auf 995 kHz = 301,5 m). Der Langwellensender Kootwijk („Friesland“ auf 160 kHz = 1875 m) untersteht als deutscher Europa-Sender mit Fremdsprachensendungen direkt deutscher Kontrolle; ebenso der zweite Sender in Lopik (758 kHz = 395,8 m), der zusammen mit dem Sender Osterloog nun den Sender „Bremen“ bildet (siehe auch Germany Calling). Der Kurzwellensender PCJ in Huizen wird von der deutschen Besatzungsmacht wiederhergestellt; dazu kommt ein Kurzwellensender in Kootwijk, PCV. Aufgrund der Beschlagnahme von Radiogeräten ab Mai 1943 gewinnt für die Inlandsversorgung der Drahtfunk an Bedeutung.
Die niederländische Exilregierung in London betreibt 1940–45 über Anlagen der britischen BBC Radio Oranje und 1944–46 durch die niederländische Militär-Behörde im befreiten Eindhoven Radio Herrijzend Nederland. Der Plan, dieses und die alten Sende-Vereinigungen durch einen einzigen nationalen Sender zu ersetzen (Stiftung Radio Nederland in den Overgangstijd, RNIO), scheitert 1947. Stattdessen schließen sich die bisherigen Vereinigungen zur Niederländischen Radio-Union (Nederlandse Radio Unie, NRU) zusammen, die nun auch regionale Sender betreibt; nur der Auslandsdienst geht getrennt auf die Stiftung Radio Nederland Wereldomroep (RNW) über. 1951 beginnen die Sende-Vereinigungen mit Fernsehsendungen (Nederlandse Televisie Stichting, NTS); 1969 fusionieren NRU und NTS zur Niederländischen Rundfunk-Stiftung (Nederlandse Omroep Stichting, NOS), die für Koordination und Technik verantwortlich ist. Als neue landesweite Programme entstehen im Fernsehen Nederland 2 (1964) und Nederland 3 (1988), im Hörfunk Hilversum 3 (1965), Hilversum 4 (1975) und Hilversum 5 (1983). Neue AM-Sendeanlagen sind der Mittelwellensender Flevoland (1980) und der Kurzwellensender Flevo (1985). Von 1976 bis 1995 gehörte der ehemalige Piratensender, Radio Veronica als legale Rundfunkorganisation Veronica Omroep Organisatie (VOO) dem Gefüge des niederländischen Rundfunksystems an.
1995 wird die Niederländische Programm-Stiftung (Nederlandse Programma Stichting, NPS) mit kulturellen, informativen, Minderheiten- und Jugendprogrammen von der NOS abgespalten; 2010 ging NPS in NTR auf. 1997 kommt das Archiv des öffentlichen Rundfunks zum Niederländischen Institut für Bild und Ton. 2000 wurde der Rundfunkbeitrag abgeschafft, seitdem werden die öffentlich-rechtlichen Medien durch den Staatshaushalt finanziert. 2002 entstand der Publieke Omroep als neue Dachorganisation mit Leitungsaufgaben, während die NOS als Zulieferer insbesondere für Nachrichten verblieb. 2007 wurde der Publieke Omroep in NPO (Nederlandse Publieke Omroep) umbenannt. 2008 tritt das neue Mediengesetz in Kraft, das im zweiten Hauptteil Bestimmungen für die landesweiten Dienste (NPO, Sende-Vereinigungen, NOS, NTR), regionale und lokale Dienste sowie den Wereldomroep enthält.

### Neuere Entwicklungen
Seit den 2000er Jahren wurde der niederländische öffentliche Rundfunk mehreren Reformen unterzogen, da die Berechtigung eines öffentlichen Rundfunks in den Niederlanden für die Zukunft regelmäßig in Frage gestellt wurde. Am 19. August 2014 bekamen alle Radio- und Fernsehsender der NPO den Zusatz NPO im Namen. Zuvor präsentierten sich die Sender sehr uneinheitlich. Diese Umbenennungen fanden aus Gründen der Wiedererkennbarkeit, Einheitlichkeit und der deutlichen Zuordnung zum öffentlichen Rundfunk statt.
Zum 31. Dezember 2015 wurden die 2.42-Omroepen aufgehoben. Die Konfessionellen öffentlich-rechtlichen Rundfunksender (2.42-Omroepen) waren Organisationen ohne Mitglieder. Ihr Bestehen wurde durch den Artikel 2.42 des Niederländischen Mediengesetzes geregelt, wodurch auch der Name zustande kam. Seit 2016 beteiligen sich diese innerhalb der Rundfunkvereine.
Die Zahl der Rundfunkvereine wurde grundsätzlich und dauerhaft reduziert. Geplant war die Reduzierung auf eine Anzahl von sechs Vereinen mit Mitgliedern. Durch die Reformen wurden die größten Rundfunkanstalten erst vorläufig und schließlich offiziell zusammengelegt und die Rundfunkanstalten RKK, BOS, IKON, ZvK, OHM, SZM und JO aufgelöst. Ihre Aufgaben und Sendungen übernahmen andere Rundfunkanstalten, die vom Thema und Auftrag zusammenpassten. Auch die Zahl der digitalen Themen-Fernsehsender wurde über Jahre Schritt für Schritt reduziert. Schließlich wurden 2021 fast alle Themensender eingestellt, bis auf die drei Sender NPO 1 Extra, NPO 2 Extra und NPO Politiek en Nieuws und den Sonderkanal NPO Sport.
Nachdem der VRT aus Kostengründen die Kooperation mit NPO beendete, ist der NPO alleine für den Auslandsfernsehsender BVN zuständig.

## Aufbau

Logo von 1999 bis 2007

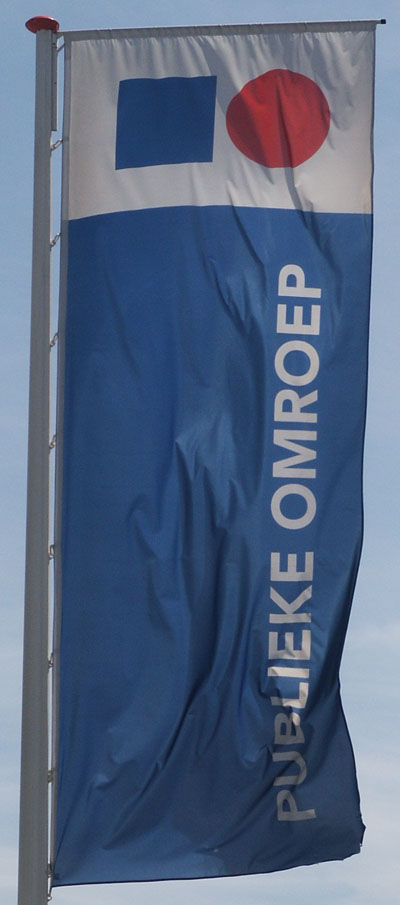
Fahne mit altem Logo

Logo von 2007 bis 2013

### Struktur
Der niederländische öffentlich-rechtliche Rundfunk ist in seinem Aufbau im Vergleich zu anderen Ländern einmalig.
Die Sender werden, ähnlich wie das Erste Deutsche Fernsehen, durch verschiedene Rundfunkgesellschaften beliefert. So produziert der Nederlandse Publieke Omroep nicht selbst, sondern strahlt die Sendungen der Rundfunkgesellschaften aus. Im Gegensatz zu den deutschen Rundfunkanstalten sind diese nicht regionale Anstalten, sondern Gesellschaften, die eine bestimmte Bevölkerungsgruppe repräsentieren und eine bestimmte Grundtendenz haben. Sie sind oft in die Rechtsform eines Vereins oder einer Stiftung gefasst. So repräsentieren manche Sender religiöse Gemeinschaften, andere vertreten beispielsweise gewerkschaftliche Ziele.

### Rundfunkgesellschaften
Die Haupt-Rundfunkgesellschaften sind allesamt Vereine mit Mitgliedern, die einen Mitgliedsbeitrag bezahlen. Von der Mitgliederzahl hängt ab, wie viel Geld eine einzelne Rundfunkgesellschaft vom niederländischen Staat und aus den gesamten Werbeeinnahmen des Nederlandse Publieke Omroep erhält.
Der Status der Rundfunkgesellschaften richtet sich nach der Mitgliederzahl: Mehr als 300.000 (A-Status), 150.000 bis 300.000 (B-Status), mindestens 50.000 (Interessenten-Rundfunkvereinigung). Seit der Zusammenlegung der Rundfunkanstalten gibt es nur noch Rundfunk mit A-Status, die auf eine Zahl von sechs beschränkt ist, und Interessenten-Rundfunk.
Des Weiteren gibt es Stiftungen für das Rahmenprogramm mit einem Informations- bzw. Bildungsauftrag: NOS und NTR. Dieser Auftragsrundfunk (Taakomroep) hat keine Mitglieder und seine Aufgaben sind gesetzlich festgelegt. Während die NOS die Bereitstellung von Nachrichten, Sport, Veranstaltungsberichterstattungen und allgemeinen Informationen als gesetzlichen Auftrag hat, sind die Schwerpunkte der NTR die Bereiche Information, Bildung und Kultur. Innerhalb dieser Sendezeiten strahlen Socutera (Stichting ter bevordering van Sociale en Culturele doeleinden door Televisie en Radio) und PP (Zendtijd voor Politieke Partijen) ihre Sendungen aus.
| Rundfunk                             | Status           | Ausrichtung                                                 |
| ------------------------------------ | ---------------- | ----------------------------------------------------------- |
| AVROTROS + PowNed                    | A                | Allgemein, liberal und Unterhaltung / Junge, sozialkritisch |
| BNNVARA                              | A                | linksliberal, Junge/Jugendliche                             |
| KRO-NCRV                             | A                | christlich                                                  |
| EO                                   | A                | protestantisch                                              |
| VPRO + HUMAN                         | A                | progressiv / humanistisch                                   |
| MAX + WNL                            | A                | Senioren/50+ / konservativ, Aktuelles                       |
| ON!                                  | Interessenten    | rechtspopulistisch                                          |
| ZWART                                | Interessenten    | multikulturell                                              |
| NOS (+ Omrop Fryslân, PP & Socutera) | Auftragsrundfunk | Allgemein, Nachrichten, Sport                               |
| NTR                                  | Auftragsrundfunk | Bildung und Kultur                                          |
| Ster                                 | übrige           | Werbung                                                     |

### Regionale Rundfunkanstalten
Neben dem landesweiten System gibt es auch unabhängige Regionale Rundfunkanstalten. Teilweise bestehen Kooperationen, der Omrop Fryslân hat sogar Sendezeiten bei NPO auf friesisch. Derzeit produzieren 13 regionale Rundfunkanstalten regionale Programme. Sie sind zusammengeschlossen in der Stiftung Regionale Publieke Omroep (RPO; 1988–2016 Stiftung Regionale Omroep Overleg en Samenwerking, ROOS).
| Name              | Gebiet                | Vorgänger         |
| ----------------- | --------------------- | ----------------- |
| RTV Noord         | Provinz Groningen     | RONO (1946/59–77) |
| Omrop Fryslân     | Provinz Friesland     | RONO (1946/59–77) |
| RTV Drenthe       | Provinz Drenthe       | RONO (1946/59–77) |
| Oost              | Provinz Overijssel    | RONO (1946/59–77) |
| Omroep Gelderland | Provinz Gelderland    | RONO (1946/59–77) |
| NH Media          | Provinz Noord-Holland |                   |
| AT5               | Stadt Amsterdam       |                   |
| Omroep Flevoland  | Provinz Flevoland     |                   |
| RTV Utrecht       | Provinz Utrecht       |                   |
| Omroep West       | Provinz Zuid-Holland  |                   |
| Rijnmond          | Region Rijnmond       |                   |
| Omroep Brabant    | Provinz Noord-Brabant |                   |
| Omroep Zeeland    | Provinz Zeeland       |                   |
| L1                | Provinz Limburg       | ROZ (1945–88)     |

## Sender

### Fernsehsender
- NPO 1
- NPO 2
- NPO 3 (darunter NPO Zappelin und NPO Zapp)
- BVN (für das Ausland)

#### Extra Fernsehsender
- NPO 1 Extra
- NPO 2 Extra
- NPO Politiek en Nieuws

### Hörfunksender
- NPO Radio 1
- NPO Radio 2
- NPO 3FM
- NPO Klassiek
- NPO Radio 5
- NPO FunX

#### Digitale Hörfunksender
- NPO Soul & Jazz
- NPO Sterren NL
- NPO KX

### On-Demand
- NPO Start (mit NPO Plus)
- NPO Luister